# Helene Kirsch
Helene Kirsch, verheiratete Helene Fredrich, (* 18. Juli 1906 in Johannisthal; † 15. August 1999) war eine deutsche Politikerin (KPD).

## Leben und Wirken

### Jugend und Familie (1906 bis 1920)
Kirsch wurde als eines von sieben Kindern des Land- und Industriearbeiters Hermann Kirsch und seiner Ehefrau Emilie geboren. Der Vater, der ursprünglich der Sozialdemokratischen Partei Deutschlands angehört hatte, wechselte 1919 in die Kommunistische Partei Deutschlands (KPD), was das Leben und die Entwicklung der Kinder nachhaltig prägte. Außer Kirsch wurden drei ihrer Geschwister in den 1920er Jahren KPD-Funktionäre: die Brüder Franz Kirsch (* 8. März 1901; † 3. Februar 1944 im Zuchthaus Brandenburg-Görden), Fritz Kirsch (* 5. März 1903; 30. April 1940) und Otto Kirsch sowie die Schwester Emilie Kirsch.
Kirsch besuchte die Gemeindeschule in Johannisthal. Anschließend arbeitete sie als Metallarbeiterin in Berlin.

### Weimarer Republik (1920 bis 1933)
1925 trat Kirsch in die KPD ein, nachdem sie bereits seit 1920 Mitglied des Kommunistischen Jugendverbandes (KJVD) gewesen war. Im selben Jahr, 1925, wurde sie Mitglied der Gewerkschaft. Dem Reichstagshandbuch zufolge lebte sie spätestens zum Zeitpunkt ihrer Wahl ins Parlament 1932 in Berlin.
Kirsch gehörte der KPD-Bezirksleitung Berlin-Brandenburg an und war Delegierte des 1. und 2. Kongresses der werktätigen Frauen. Zu dieser Zeit betätigte sie sich ferner in der Roten Hilfe und in der Internationalen Arbeiterhilfe.
Bei der Reichstagswahl vom November 1932 wurde Kirsch als Kandidatin der KPD für den Wahlkreis Berlin in den Reichstag gewählt, dem sie in der Folge bis zum März 1933 angehörte.

### Zeit des Nationalsozialismus
Nach der nationalsozialistischen „Machtergreifung“ war Kirsch der Verfolgung des Regimes ausgesetzt. 1933 war sie Mitglied der Bezirksleitung des von Willy Sägebrecht geleiteten KPD-Bezirks Brandenburg-Lausitz-Grenzmark, der aus der Provinzabteilung der KPD-Bezirksleitung Berlin-Brandenburg hervorging. Wegen illegaler politischer Tätigkeit wurde Kirsch im Herbst 1933 in Cottbus verhaftet. Am 29. November 1933 reichte der Generalstaatsanwalt beim Kammergericht in Berlin Klage gegen Kirsch ein. Am 10. April 1934 erfolgte die Verurteilung zu zwei und dreiviertel Jahren Zuchthaus. Zur Verbüßung ihrer Strafe wurde Kirsch in das Frauenzuchthaus Jauer gebracht. Nachdem sie sich dort mit anderen Gefangenen gegen die Gefängnisleitung erhob, wurde Kirsch mit 45 weiteren Häftlingen wegen Meuterei (oder Anstiftung zur Meuterei) angeklagt, aus Mangel an Beweisen jedoch freigesprochen.
Nach ihrer Haftentlassung heiratete Helene Kirsch den Buchdrucker Bruno Fredrich. Während des Krieges wurde Fredrich zur Wehrmacht einberufen. Seit 1943 galt er als vermisst.
Helene Fredrich stand noch bis 1938 unter Polizeiaufsicht und wurde 1939 erneut verhaftet und kurzzeitig in „Schutzhaft“ genommen. Während des Krieges musste sie als Dienstverpflichtete in verschiedenen Berliner Betrieben arbeiten. Über ihre Freundinnen Ella Trebe und Marta Wagner stand Kirsch während des Krieges mit der kommunistischen Untergrundorganisation – namentlich mit der Saefkow-Gruppe – in Verbindung, in deren Auftrag sie Lebensmittel und Geld für illegal in Berlin lebende Widerständler sammelte.

### Spätere Jahre (1945 bis 1999)
Nach dem Krieg schloss Kirsch, die sich nun Fredrich nannte, sich erneut der kommunistischen Bewegung an. 1945 erhielt sie den Auftrag, die Frauenarbeit in Berlin-Wedding neu zu organisieren. Im April 1946 nahm Kirsch als Delegierte am Vereinigungsparteitag von KPD und Ost-SPD zur SED teil. Anschließend wurde Kirsch Mitglied im Landesverband des SED in Brandenburg. Im selben Jahr übernahm sie zusammen mit Emmi Plinz die Abteilung Frauenarbeit im Sekretariat des SED-Provinzialvorstandes Brandenburg. Diese Stellung übte sie bis zu ihrem Ausscheiden aus gesundheitlichen Gründen im März 1947 aus. Ihre Nachfolgerin wurde Margarete Langner.
Von 1946 bis 1950 war Helene Fredrich Mitglied des Landtages von Brandenburg. Anschließend war sie bis 1972 politische Mitarbeiterin im Zentralkomitee der SED. Sie war im November 1989 eine der wenigen Reichstagsabgeordneten der Weimarer Zeit, die den Fall der Berliner Mauer noch miterlebten. Fredrich lebte bis zu ihrem Tod 1999 in Berlin.
Über die Privatperson ist bislang wenig in Erfahrung gebracht worden. Günther Wehner beschreibt sie mit Verweis auf die Aussagen überlebender Augenzeugen als „gesellige und kontaktfreudige Persönlichkeit“ sowie als „energisch und durchsetzungsfähig“. Außerdem bescheinigt er ihr eine Zuneigung zu Kindern, da sie selbst keine Kinder hatte.

## Auszeichnungen
- 1966 Vaterländischer Verdienstorden in Silber und 1971 in Gold
- 1976 Ehrenspange zum Vaterländischen Verdienstorden in Gold
- 1981 Karl-Marx-Orden

## Schriften
- „Dreieinhalb Jahre lang hielt ich Verbindung über die Grenze“. In: Schon damals kämpften wir gemeinsam. Berlin 1961, S. 99–104.